# 1988年冬季残疾人奥林匹克运动会荷兰代表团
1988年冬季残疾人奥林匹克运动会荷兰代表团是荷兰派出的1988年冬季残疾人奥林匹克运动会代表团。未获得奖牌。